# Універмаги (фільм, 1986)
«Універмаг» (італ. «Grandi magazzini») — італійська кінокомедія 1986 року, знята Кастеллано і Піполо. У фільмі взяла участь плеяда популярних італійських комедійних акторів, зокрема: Енріко Монтезано, Ліно Банфі, Ренато Поццетто, Паоло Вілладжо, Ніно Манфреді.

## Сюжет
Дія фільму розгортається у великому універмазі, де відбуваються різні смішні ситуації. Сюжет фільму складається з невеликих епізодів, створених на основі щоденних спостережень за тим, що відбувається у магазині. Показана низка комічних характерів, як покупців, так і працівників універмагу.

## У ролях
- Енріко Монтезано — Еварісто Мадзетті
- Ліно Банфі — Нікола Абатекола
- Ренато Поццетто — Фаусто Вальсеккі
- Мікеле Плачидо — директор універмагу
- Паоло Вілладжо — «Робот»
- Крістіан Де Сіка — Антоніо Борадзі
- Массімо Больді — Коррадо Минодзі
- Джіджі Редер — Нардіні
- Алессандро Хабер[it] — Умберто Андзелотті
- Лаура Антонеллі — Елена Анцелотті
- Ніно Манфреді — Марко Сальвіаті
- Лео Гуллотта — Сімоні
- Паоло Панеллі — отець Еварісто
- Орнелла Муті — Орнелла/ Луїза
- Массімо Ч'яварро — Де Россі / син Грубера
- Сімонетта Стефанеллі — Маріса Романо
- Тео Теоколі — Армандо Вентуріні
- Уго Болонья — лікар Туччі
- Франко Фабріці — Дзамбуті
- Хізер Парізі — Доллі, короткозора дівчина
- Джанні Бонагура — Грубер
- Віктор Кавалло — синьйор Каротті
- Маттіа Сбраджа — Бальдіні
- Розанна Банфі — Ассунта
- Ріккардо Россі — Джон
- Енніо Антонеллі — комірник
- Джанні Франко — інтерв'юер
- П'єтро Гісланді — покупець японського автомобіля
- Франческа Деллера — жінка в червоному
- Ева Грімальді — жінка в жовтому
- Сабріна Салерно — крадійка
- Массімо Бушемі — крадійка
- Даніела Піперно — крадійка
- Тіціана Річчітеллі — касир
- Лучано Бонанні — Лучано Бонанні
- Массімо Понголіні — продавець велосипедів
- Клаудіо Больді — епізод
- Клаудіо Ботоссо — Роберто
- Антонелла Вітале — Карла Марчі
- Ендрю Омокаро — чорношкірий хлопець
- Бруно Ді Луйя — колекціонер
- Пеппе Ланцетта — Джузеппе
- Яя Форте — дружина Джузеппе
- Густаво Пасторіні — Ансельмо, офіціант
- Антонелла Стені — вдова
- Марія Доннарумма — Марія, продавець-консультант
- Ізабелла Б'яджині — інспектор
- Діно Кассіо — чоловік у ліфті
- Алессандра Панеллі — синьйора Мінодзі
- Андреа Скадзола — епізод
- Джузеппе Маррокко — член ради директорів
- Мемо Діттонго — продавець
- Нікола Де Буоно — Нандо
- Пупіта Леа Скудероні — епізод
- Ерос Буттальєрі — епізод

## Знімальна група
- Режисери — Кастеллано і Піполо
- Сценаристи — Кастеллано і Піполо
- Оператор — Себастьяно Челесте
- Композитор — Детто Маріано
- Художники — Массімо Кореві, Бруно Амальфітано
- Продюсери — Маріо Чеккі Горі, Вітторіо Чеккі Горі